# Natallja Murschtschakina
Natallja Wladimirowna Murschtschakina (russisch Наталья Владимировна Мороз-Мурщакина, belarussisch Наталля Уладзіміраўна Мароз Natallja Uladsimirauna Maros; * 19. April 1976 in Polazk) ist eine frühere belarussische Biathletin.
Natalia Murschtschakina lebt als Sportlehrerin in Minsk. 1987 begann sie mit dem Biathlonsport und startete in ihrer aktiven Zeit für den Armeesportklub ZSKA Minsk. Zum Auftakt der Saison 1996/97 debütierte sie in Lillehammer im Biathlon-Weltcup. Im Sprint wurde sie 33., im Verfolgungsrennen 39. Höhepunkt der ersten internationalen Saison wurden die Biathlon-Weltmeisterschaften 1997 in Osrblie, bei denen Murschtschakina mit Natalia Permiakowa, Irina Tananaiko und Swetlana Belan Zehnte im Mannschaftswettbewerb wurde. Im weiteren Verlauf des Jahres nahm sie auch an den Sommerbiathlon-Weltmeisterschaften 1997 in Krakau teil. Mit Tananaiko, Permiakowa und Swetlana Paramygina gewann sie den Titel im Staffelrennen. Größter Erfolg wurde die Teilnahme an den Olympischen Winterspielen 1998 in Nagano. Bei den Wettbewerben in Nozawa Onsen erreichte sie im Sprint den 28. Platz und wurde mit Tananaiko, Natalia Ryschenkowa und Paramygina 12. des Staffelrennens. Es folgte später im Jahr die erneute Teilnahme an den Sommerbiathlon-Weltmeisterschaften, die in Osrblie durchgeführt wurden. Murschtschakina konnte an der Seite von Tananaiko, Ryschenkowa und Paramygina ihren Titel im Staffelrennen verteidigen. Im Sprint wurde sie 27. Erst in ihrer letzten internationalen Saison 1998/99 konnte die Belarussin als 19. eines Sprintrennens in Osrblie zum ersten und einzigen Mal Weltcuppunkte gewinnen. Das Weltcup-Wochenende wurde durch einen zweiten Rang mit der belarussischen Staffel gekrönt. Bei den Weltmeisterschaften in Kontiolahti belegte den 38. Platz im Sprint und wurde 44. der Verfolgung. Aufgrund von Wetterproblemen musste ein Teil der WM an den Holmenkollen in Oslo verlegt werden. Damit wurde ein WM-Einzel zum letzten internationalen Rennen für Murschtschakina, bei dem sie 58. wurde.

## Platzierungen im Biathlon-Weltcup
Die Tabelle zeigt alle Platzierungen (je nach Austragungsjahr einschließlich Olympische Spiele und Weltmeisterschaften).
- 1.–3. Platz: Anzahl der Podiumsplatzierungen
- Top 10: Anzahl der Platzierungen unter den ersten zehn (einschließlich Podium)
- Punkteränge: Anzahl der Platzierungen innerhalb der Punkteränge (einschließlich Podium und Top 10)
- Starts: Anzahl gelaufener Rennen in der jeweiligen Disziplin

| Platzierung | Einzel | Sprint | Verfolgung | Massenstart | Team | Staffel | Gesamt |
| ----------- | ------ | ------ | ---------- | ----------- | ---- | ------- | ------ |
| 1. Platz    |        |        |            |             |      |         |        |
| 2. Platz    |        |        |            |             |      | 1       | 1      |
| 3. Platz    |        |        |            |             |      |         |        |
| Top 10      |        |        |            |             | 1    | 4       | 5      |
| Punkteränge |        | 1      |            |             | 1    | 6       | 8      |
| Starts      | 9      | 21     | 8          |             | 1    | 6       | 45     |